# (523629) 2008 SP266
(523629) 2008 SP266 ist ein großes transneptunisches Objekt im Kuipergürtel, das bahndynamisch als erweitertes Scattered Disk Object (DO) oder als Cubewano (CKBO) eingestuft wird. Aufgrund seiner Größe gehört der Asteroid zu den Zwergplanetenkandidaten.

## Entdeckung
2008 SP266 wurde im 26. September 2008 von einem Astronomenteam, bestehend aus Meg Schwamb, Mike Brown und David Lincoln Rabinowitz, mit dem 1,2-m-Oschin-Schmidt-Teleskop am Palomar-Observatorium des California Institute of Technology (Kalifornien) entdeckt. Die Entdeckung wurde am 18. Dezember 2008 zusammen mit dem Plutino 2008 SO266 bekanntgegeben, der Planetoid erhielt am 25. September 2018 von der IAU die Kleinplaneten-Nummer 523629.
Nach seiner Entdeckung ließ sich 2008 SP266 auf Fotos, die im Rahmen des Sloan-Digital-Sky-Survey-Programmes (SDSS) am Apache-Point-Observatorium (New Mexico) gemacht wurden, bis zum 17. September 2006 zurückgehend identifizieren und so seinen Beobachtungszeitraum um zwei Jahre verlängern, um so seine Umlaufbahn genauer zu berechnen. Seither wurde der Planetoid durch verschiedene erdbasierte Teleskope beobachtet. Im Oktober 2018 lagen insgesamt 169 Beobachtungen über einen Zeitraum von 12 Jahren vor. Die bisher letzte Beobachtung wurde im November 2017 am Pan-STARRS-Teleskop (PS1) (Maui) durchgeführt. (Stand 2. April 2019)

## Eigenschaften

### Umlaufbahn
2008 SP266 umkreist die Sonne in 261,80 Jahren auf einer leicht elliptischen Umlaufbahn zwischen 36,05 AE und 45,80 AE Abstand zu deren Zentrum. Die Bahnexzentrizität beträgt 0,119, die Bahn ist 19,49° gegenüber der Ekliptik geneigt. Derzeit ist der Planetoid 36,07 AE von der Sonne entfernt. Das Perihel durchlief er das letzte Mal 2016, der nächste Periheldurchlauf dürfte also im Jahre 2278 erfolgen.
Marc Buie (DES) klassifiziert den Planetoiden als erweitertes SDO (ESDO bzw. DO), während vom Minor Planet Center keine spezifische Einstufung existiert; letzteres ordnet ihn als Nicht-SDO und allgemein als «Distant Object» ein. Das Johnston’s Archive führt ihn dagegen als Cubewano auf, wobei er zu den bahndynamisch «heißen» klassischen KBO gehören würde.

### Größe
Derzeit wird von einem Durchmesser von 302 km ausgegangen, basierend auf einem Rückstrahlvermögen von 8 % und einer absoluten Helligkeit von 6,0 m. Ausgehend von diesem Durchmesser ergibt sich eine Gesamtoberfläche von etwa 287.000 km2. Die scheinbare Helligkeit von 2008 SP266 beträgt 21,66 m.
Da es denkbar ist, dass sich 2008 SP266 aufgrund seiner Größe im hydrostatischen Gleichgewicht befindet und somit weitgehend rund sein könnte, erfüllt er möglicherweise die Kriterien für eine Einstufung als Zwergplanet. Mike Brown geht davon aus, dass es sich bei 2008 SP266 um vielleicht einen Zwergplaneten handelt.
| Jahr                                         | Abmessungen km | Quelle   |
| -------------------------------------------- | -------------- | -------- |
| 2018                                         | 293,0          | Johnston |
| 2018                                         | 302,0          | Brown    |
| Die präziseste Bestimmung ist fett markiert. |                |          |